# كيتو (هندوسية)
كيتو (بالسنسكريتية: केतु) و(بالإنجليزية: Ketu)‏، هو اسم للعقدة القمرية الهابطة -أي الجنوبية- في علم التنجيم الهندوسي، وهو واحد من النافاغرها، الكواكب التسعة.
من الناحية الفلكية، يشير راهو وكيتو إلى نقاط تقاطع مسارات الشمس والقمر أثناء تحركهما على الكرة السماوية، ولا يتوافقان مع كوكب مادي. لذلك، يطلق على راهو وكيتو على التوالي العقدتين القمريتين الشمالية والجنوبية. يحدث الكسوف عندما تكون الشمس والقمر في إحدى هذه النقاط، مما يؤدي إلى الفهم الأسطوري بأن الثعبان يبتلع الاثنين. وبالتالي، يُعتقد أن كيتو مسؤول عن التسبب في خسوف القمر.